# Dores
Dores är en ort i Storbritannien. Den ligger i kommunen Highland och riksdelen Skottland, i den norra delen av landet, 700 km norr om huvudstaden London. Dores ligger 24 meter över havet och antalet invånare är 109. Den ligger vid sjöarna Loch Ness och Loch nan Lann.
Terrängen runt Dores är huvudsakligen kuperad, men österut är den platt. Dores ligger nere i en dal. Runt Dores är det mycket glesbefolkat, med 5 invånare per kvadratkilometer. Närmaste större samhälle är Inverness, 12,7 km nordost om Dores. I omgivningarna runt Dores växer i huvudsak blandskog.